# Incidenti stradali in Europa

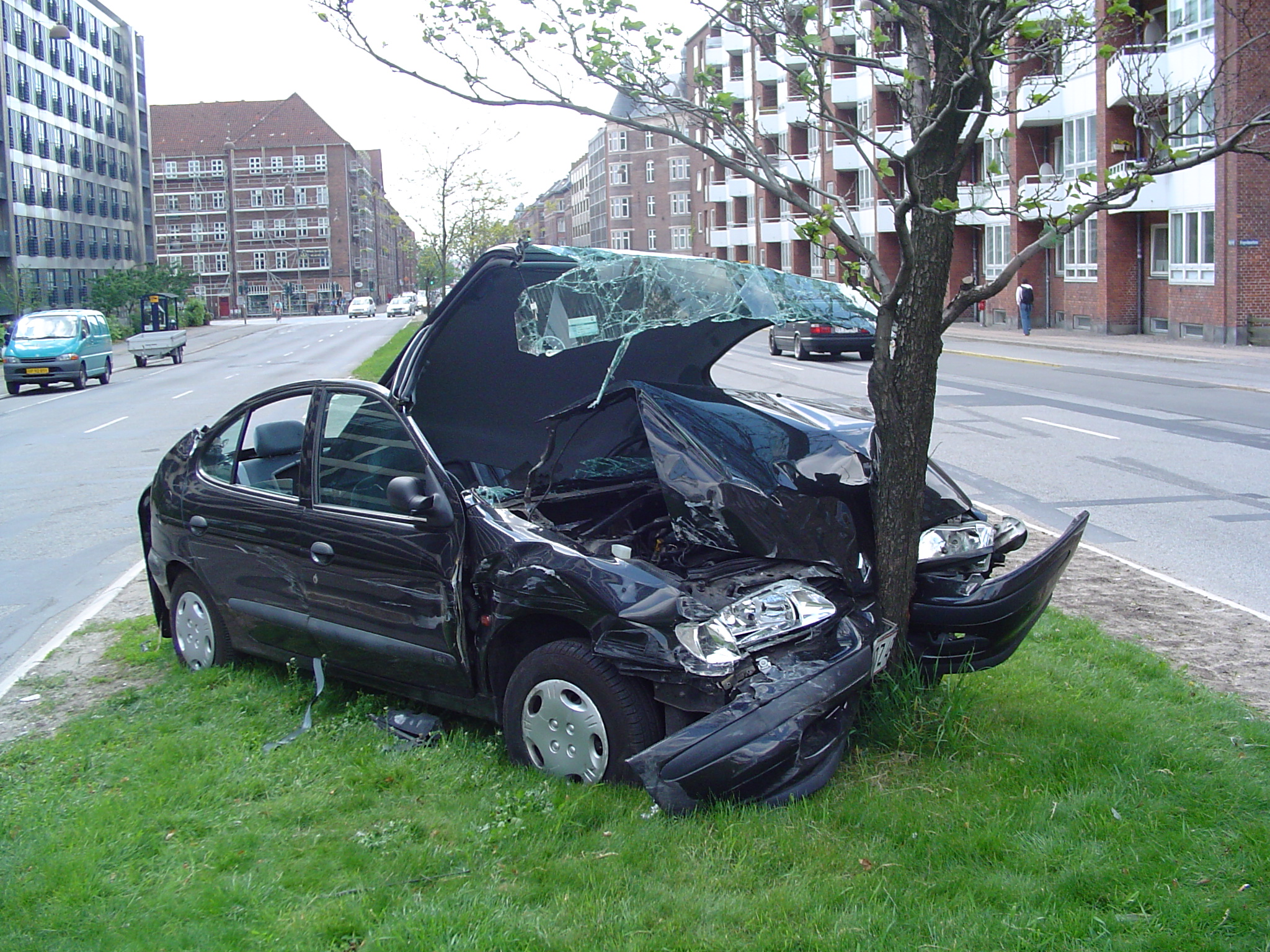
Grave incidente stradale a Copenaghen (Danimarca).

Nell’Unione europea, il numero delle vittime di incidenti stradali nel 2018 registra 25.000 vittime contro le 25 321 del 2017. Nel confronto tra il 2018 e il 2010 (anno di benchmark per la sicurezza stradale) i decessi si riducono del 21%. Ogni milione di abitanti, nel 2018 si contano 49,1 morti per incidente stradale nella Ue28.

## Numeri di morti per incidenti stradali
| Paese           | 1970   | 1975   | 1980   | 1985   | 1990   | 1995  | 2000  | 2001  | 2002  | 2003  | 2004  | 2005  | 2009  | 2010 | 2015 | Evoluzione 2010-2015 |
| --------------- | ------ | ------ | ------ | ------ | ------ | ----- | ----- | ----- | ----- | ----- | ----- | ----- | ----- | ---- | ---- | -------------------- |
| Austria         | 2 574  | 2 533  | 2 003  | 1 524  | 1 558  | 1 210 | 976   | 958   | 956   | 931   | 878   | 768   | 633   | 552  | 479  | −13,2%               |
| Belgio          | 3 070  | 2 346  | 2 396  | 1 801  | 1 976  | 1 449 | 1 470 | 1 486 | 1 315 | 1 353 | ND    | 1 089 | 955   | 840  | 732  | −12,9%               |
| Danimarca       | 1 208  | 827    | 690    | 772    | 634    | 582   | 498   | 431   | 463   | 432   | 369   | 331   | 303   | 255  | 178  | −30,2%               |
| Finlandia       | 1 055  | 910    | 551    | 541    | 649    | 441   | 396   | 433   | 415   | 379   | 375   | 379   | 279   | 272  | 266  | −2,2%                |
| Francia         | 16 445 | 14 355 | 13 672 | 11 387 | 11 215 | 8 891 | 8 079 | 8 160 | 7 655 | 6 058 | 5 530 | 5 318 | 4 273 | 3992 | 3461 | −13,3%               |
| Germania        | 21 653 | 17 332 | 15 050 | 10 070 | 11 046 | 9 454 | 7 503 | 6 977 | 6 842 | 6 613 | 5 842 | 5 361 | 4 152 | 3648 | 3459 | −5,2%                |
| Grecia          | 1 099  | 1 251  | 1 446  | 2 011  | 2 050  | 2 411 | 2 037 | 1 895 | 1 654 | 1 615 | 1 619 | 1 658 | 1 453 | 1258 | 805  | −36,0%               |
| Irlanda         | 540    | 586    | 564    | 410    | 478    | 437   | 415   | 411   | 376   | 335   | 379   | 399   | 240   | 212  | 166  | −21,7%               |
| Islanda         | 20     | 33     | 25     | 24     | 24     | 24    | 32    | 24    | 29    | 23    | ND    | 19    | ND    | 8    | 4    | −50,0%               |
| Italia          | 11 025 | 10 272 | 9 220  | 7 700  | 7 151  | 7 033 | 6 649 | 6 682 | 6 736 | 6 015 | 5 625 | 5 462 | 4 050 | 4114 | 3428 | −16,7%               |
| Lussemburgo     | 132    | 124    | 98     | 79     | 70     | 70    | 76    | 70    | 62    | 53    | 50    | 46    | 47    | 32   | 36   | 12,5%                |
| Norvegia        | 560    | 539    | 362    | 402    | 332    | 305   | 341   | 275   | 312   | 280   | 259   | 224   | ND    | 210  | 117  | −44,3%               |
| Paesi Bassi     | 3 181  | 2 321  | 1 996  | 1 438  | 1 376  | 1 334 | 1 082 | 993   | 987   | 1 028 | 804   | 750   | 644   | 537  | 531  | −1,1%                |
| Polonia         | 3 446  | 5 633  | 6 002  | 4 688  | 7 333  | 6 900 | 6 294 | 5 534 | 5 827 | 5 640 | 5 712 | 5 444 | 4 572 | 3908 | 2938 | −24,8%               |
| Portogallo      | 1 615  | 3 051  | 2 579  | 2 138  | 2 646  | 2 377 | 1 860 | 1 671 | 1 675 | 1 546 | 1 294 | 1 247 | 840   | 937  | 593  | −36,7%               |
| Regno Unito     | 7 499  | 6 366  | 6 010  | 5 165  | 5 217  | 3 621 | 3 409 | 3 450 | 3 431 | 3 508 | 3 368 | 3 336 | 2 337 | 1905 | 1806 | −5,2%                |
| Romania         | ND     | ND     | ND     | ND     | ND     | 2845  | 2466  | 2450  | 2411  | 2229  | 2442  | 2629  | 2377  | 1893 | 274  | −21,5%               |
| Slovacchia      | ND     | ND     | ND     | ND     | 662    | 660   | 628   | 614   | 610   | 645   | 603   | 560   | 347   | 371  | 274  | −26,1%               |
| Slovenia        | 620    | 596    | 558    | 464    | 517    | 415   | 313   | 278   | 269   | 242   | 274   | 258   | 171   | 138  | 120  | −13,0%               |
| Spagna          | 5 456  | 5 833  | 6 522  | 6 374  | 9 032  | 5 751 | 5 776 | 5 517 | 5 347 | 5 399 | 4 741 | 4 442 | 2 605 | 2479 | 1689 | −31,9%               |
| Svezia          | 1 307  | 1 172  | 848    | 808    | 772    | 572   | 591   | 554   | 532   | 529   | 480   | 440   | 355   | 266  | 259  | −2,6%                |
| Svizzera        | 1 643  | 1 206  | 1 209  | 881    | 925    | 692   | 592   | 544   | 513   | 546   | 510   | 409   | ND    | 327  | 243  | −25,7%               |
| Ungheria        | 1 627  | 1 678  | 1 630  | 1 756  | 2 432  | 1 589 | 1 200 | 1 239 | 1 429 | 1 326 | 1 296 | 1 278 | 822   | 740  | 644  | −13,0%               |
| Repubblica Ceca | 1 983  | 1 632  | 1 261  | 987    | 1 291  | 1 588 | 1 486 | 1 334 | 1 431 | 1 447 | 1 382 | 1 286 | 901   | 802  | 734  | −8,5%                |

 ND: non disponibile.

Fonti : http://ec.europa.eu/transport/road_safety/sites/roadsafety/files/pdf/observatory/historical_evol.pdf 

http://www.securite-routiere.org/Fiches/statistiques/statinter.htm

## Fact Sheet EURO/03/04 (Copenaghen, Roma, 6 aprile 2004)

### Documento dell'Organizzazione mondiale della sanità dell'ONU
Le ferite da incidenti di traffico uccidono quasi 350 persone al giorno, o più di 127 000 ogni anno nella regione europea monitorata dall'Organizzazione mondiale della sanità.
È come se un evento catastrofico uccidesse la popolazione di una città di medie dimensioni ogni anno.
Almeno 2,4 milioni di persone vengono ferite oppure rese disabili in incidenti stradali ogni anno.
Di questi 2 milioni di incidenti stradali annuali, circa il 65% avviene in città e villaggi, dove pedoni e ciclisti sono particolarmente esposti. L'evidenza sulla mortalità stradale è presentata nel World report on road traffic injury prevention, pubblicato dall'OMS e dalla Banca Mondiale il 7 aprile 2006, Giornata mondiale della salute (World Health Day), e nella pubblicazione Preventing road traffic injury: a public health perspective for Europe, preparata dalla WHO Regional Office for Europe.
La quantità di morti e la disabilità causata dalle ferite da traffico le rende un problema di salute predominante. Ma la morte e le ferite sulle strade non sono eventi casuali. Determinando quali siano i fattori di rischio che conducono agli incidenti e come prevenirli è il principale obiettivo dello studio Europeo. Questo identifica le misure che si sa per certo che funzionino ed evidenzia la differenza tra la conoscenza e la sua implementazione: "È arrivato il momento - si sostiene - di smettere di considerare le morti da traffico e le ferite come una conseguenza inevitabile dell'utilizzo delle strade: tali eventi sono prevenibili".

### Altre statistiche
Secondo fonti statistiche, sono 6500 i soli bambini che muoiono annualmente per incidenti legati alla circolazione stradale, questo secondo i dati indicativi forniti dal Dr. Marc Danzon, direttore dell'Organizzazione mondiale della sanità (OMS) per l'Europa.
La velocità è il maggiore assassino sulle strade e secondo l'Unione europea (EU) il ridurre la velocità media di guida di 3 km/h salverebbe attorno a 5000-6000 vite ogni anno e preverrebbe attorno a 120 000-140 000 incidenti, risparmiando 20 miliardi di euro in costi. In contrasto, portando la velocità nei centri cittadini da 30 km/h a 50 km/h aumenta il rischio di morte per i pedoni di 8 volte.

### Considerazioni pratiche
Nella regione europea del OMS, i minorenni pagano il prezzo più alto. Gli incidenti stradali sono la causa di morte principale per giovani tra i 5-29 anni. Questo gruppo rende conto di più del 30% delle vittime d'incidenti. In questo gruppo di età, i giovani rappresentano l'80% delle vittime.
Attribuire un costo economico alla perdita di vite è arduo, ma ragionevoli stime mostrano che la perdita economica causata dagli incidenti di traffico ammonterebbe a circa il 2% del PIL. Per l'Unione Europea, questo significa circa 180 miliardi di euro all'anno. Secondo il documento "Preventing road traffic injury: a public health perspective for Europe", i paesi dell'Europa centrale ed orientale sono ancora più severamente colpiti rispetto all'Europa occidentale.
Il grande carico sociale delle ferite da traffico si aggiunge ad altri effetti nocivi per la salute relativi al trasporto, come quelle risultanti dall'inquinamento, il rumore, l'incremento degli stili di vita sedentari ed i cambiamenti climatici globali.
La sicurezza sulle strade è un aspetto inevitabile del trasporto sostenibile ed un argomento centrale per il settore sanitario. Lo studio europeo affronta il problema di come la sanità pubblica può creare un sistema dei trasporti salubre e di salvare vite.
I due rapporti dell'OMS mostrano due cardini del nuovo pensiero sulla sicurezza stradale:
- Rifiutare di accettare le morti e le lesioni severe come conseguenze degli incidenti di traffico
- Modificare le strade prevedendo la vulnerabilità delle persone

L'obiettivo è galvanizzare i paesi nella Regione Europea dell'OMS per diffondere queste idee. "La dedica del Giorno Mondiale della Salute del 2004 alla sicurezza stradale segna l'inizio della consapevolezza della tassa di morte che sopportano le nostre comunità, e della applicazione del nuovo pensiero in alcuni Stati Membri.

## Sviluppi storici
Grazie al progresso tecnologico successivo all'introduzione del crash test, e con la lenta ma graduale introduzione di dispositivi di sicurezza come le cinture di sicurezza, il numero di decessi per incidenti stradali smise di crescere intorno all'inizio degli anni settanta, a dispetto del fatto che il numero di automobili in circolazione e di incidenti continuava a salire. Dal 1970-71, dunque, i decessi in Europa tendono a diminuire.
Il programma per la creazione di uno spazio europeo della sicurezza stradale prevede il dimezzamento degli incidenti mortali tra il 2011 e il 2020, e la fissazione di un obiettivo di riduzione per le lesioni stradali e per il primo soccorso. Fra le azioni previste:

- attuare una normativa europea, per far sì che tutti i cittadini dell'UE siano sanzionati allo stesso modo in caso di violazione delle norme stradali;
- incoraggiare i paesi dell'UE ad applicare anche alle strade rurali le norme che sono già in vigore sulla rete viaria principale e nei tunnel;
- scambio di informazioni in materia di sicurezza stradale per la repressione transfrontaliera delle infrazioni (Direttiva 2015/413/UE);
- installazione obbligatoria di alcolock-interlock (direttiva 2015/563 e norma tecnica EN 50436) sui veicoli commerciali e professionali, di limitatori di velocità, dispositivi "anti-addormentamento", registratori di dati relativi ad eventi incidentali (le cosiddette "scatole nere");
- l'offerta, obbligatoria per le varie compagnie, di polizze "a consumo" o "Pay-As-You-Drive" (PAYD), in cui l'entità del premio varia in funzione del chilometraggio percorso;
- "introduzione accelerata" su veicoli commerciali e/o privati già esistenti di sistema di segnalazione di uscita di corsia, sistema anticollisione e sistema di riconoscimento dei pedoni;
- servizi di ITS quali eCall, obbligatorio su tutte le auto immatricolate dal 2018 nell'Unione Europea, con ricevitore GPS per la localizzazione del veicolo e chiamata automatica a servizio d'emergenza gestito da Bosch, in caso di incidente (servizio presente in Russia, e nelle auto di General Motors);
- armonizzazione e rafforzamento progressivi del controllo tecnico e dei controlli tecnici su strada per motocicli e veicoli elettrici;
- guardrail stradali adatti per i veicoli a due ruote, e normativa tecnica per la protezione degli utenti vulnerabili della strada (pedoni, anziani, disabili, ciclisti, motoveicoli);
- piani nazionali per la sicurezza stradale.

## UVIS - Unione Vittime della Strada
L'UVIS, ovvero l'Unione Vittime della Strada è un'associazione non profit italiana che inizia ad operare nel 1999.
Gli scopi istituzionali dell'associazione sono contenuti nella "Carta di Milano per il rispetto della Vita sulla strada", promulgata il 20 novembre 2011 in occasione della Giornata mondiale del ricordo delle vittime della strada:
- prevenzione degli incidenti stradali;
- promozione della sicurezza stradale;
- promozione di riforme legislative volte a favorire l'adozione di standard di sicurezza stradale più elevati;
- assistenza gratuita delle vittime della strada sia da un punto di vista psicologico che giuridico;
- promozione di una corretta informazione riguardo alle norme del codice della strada.

L'associazione gestisce un servizio di assistenza alla vittime della strada ("SOS UVIS", assistenza legale) attraverso il proprio sito internet.
Nel dicembre del 2011 ha partecipato alla campagna di sensibilizzazione contro l'abuso di alcol "Rednoze", promossa dal Movimento delle associazioni di volontariato italiano (MODAVI). La campagna pubblicizzava un inesistente spray orale che avrebbe avuto la capacità di ingannare l'etilometro)Newsg sul sito Gadget-Wired.